# Канделария (Кампече)
Канделария (исп. Candelaria) — посёлок в Мексике, в штате Кампече, входит в состав одноимённого муниципалитета и является его административным центром. Численность населения, по данным переписи 2020 года, составила 11 121 человек.

## Общие сведения
Название Candelaria посёлок заимствовал у реки, на берегах которой он расположен. Река же была названа в честь Девы Марии Канделарии.
В 1879 году была основана асьенда Сан-Андресито, где расположились добытчики красильной палочки.
В 1921 году название поселения было изменено на Сан-Энрике.
В 1938 году была проложена железная дорога, которая дала импульс к развитию региона.
14 декабря 1939 года была подана заявка на выделение земли для создания эхидо.
К 1943 году в поселении проживало 342 жителя.
5 декабря 1945 года поселение Сан-Энрике получило статус эхидо, с выделением 758 га земли.
6 декабря 1948 года поселение переименовано в Эль-Канделария, с определением окончательных границ эхидо.
В 1967 году электроснабжение поселения осуществляется на постоянной основе.
В 1981 году Канделария получает статус посёлка.

## Население
| Год  | Численность | Численность |
| ---- | ----------- | ----------- |
| 2000 | 8033        | [ 5 ]       |
| 2005 | 9285        | [ 6 ]       |
| 2010 | 9812        | [ 7 ]       |
| 2020 | 11 121      | [ 8 ]       |